# 地球冒險
《地球冒險》（又译作）是由任天堂的糸井重里创作，任天堂发行的角色扮演遊戲（RPG），仅于1989年在日本上市，游戏平台為红白机。原定于北美发售的英文版名叫“EarthBound”，但之后因故取消发售。接著續作《地球冒險2》于1994年在日本上市，平台為超级任天堂，并且翌年在北美发售，定名为“EarthBound”。正因如此，红白机的《地球冒險》（初代），在北美被称作“EarthBound Zero”。本作后来作为《地球冒險1+2》合集在Game Boy Advance平台于日本发售。2015年，游戏登上Wii U Virtual Console，终于在欧美正式推出官方英文版，题为“EarthBound Beginnings”。
《地球冒險》讲的是一个名叫“任天”的小男孩周游世界，并从外星人手中拯救世界的故事。在旅途中，他结交了许多朋友，并一路上遇到了形形色色的人，造访了许多奇异的场景，并展开一连串异想天开的冒险。本游戏在日本发售后引起了巨大轰动，评论者认为本作打破了传统角色扮演遊戲的模式，开创了角色扮演遊戲的一个新的时代。

## 剧情
20世纪初，一对住在美国农村小镇的年轻夫妇离奇失踪。两年后，丈夫乔治神秘归来，自此开始独自从事奇怪的研究。他的妻子玛丽亚却再也没有了消息。1988年，男孩任天的家中开始闹鬼。任天打倒了吵闹鬼后，他的父亲告诉他，任天的曾祖父曾研究过超能力。父亲让任天去调查世界各地发生的异象。在解决家乡母亲节镇的异常事件后，任天来到名为「魔法之地」的奇特世界，魔法之地的玛丽女王请求任天收集曾在她梦中出现的歌曲的片段，并为她演奏。任天回到现实世界，与就读于闪亮小学、受到同学欺负的天才儿童罗伊德结为朋友。两人前往雪人镇，将一顶丢失的帽子还给拥有超能力的女孩安娜。安娜告诉任天，自己曾在梦中见过他。为了找到失踪的母亲，安娜加入了队伍。
在找到玛丽女王的歌曲的多段旋律后，任天在情人节镇的一家Livehouse中遭到帮派头领泰迪的骚扰。任天击败了主动挑战的泰迪。为了替在圣罗利山被杀害的父母复仇，见识到任天的实力的泰迪加入了队伍，并强行让罗伊德留在原地。在山脚下的小屋里，安娜将任天拉到一旁，要任天永远陪在她身边。两人跳起了舞，并互相表白。巨型机器人R·7038随后袭击了队伍，众人不敌，机器人撕裂空间离开。罗伊德驾驶坦克前来援救，但迟了一步，伤势严重的泰迪让罗伊德代替他重新加入队伍。三人驾船驶入附近的湖泊，湖中心的漩涡将他们吸入了位于水底的实验室。他们在实验室中遇到了名为EVE的机器人，它称自己是任天的曾祖父乔治为了保护任天而建造的。实验室随后被水淹没，水流将众人带到湖对岸，他们于是继续向山顶前进。半路上，众人遭到先前遇见的机器人的升级版R·7038XX的袭击。EVE用自爆的方式将其消灭，并留下了玛丽女王的歌曲的第七段旋律。众人随即被传送到魔法之地，任天向玛丽女王演奏了收集到的旋律。女王终于回忆起了所有的旋律，于是将最终的第八段旋律教给任天。女王还回忆起一位名叫基格的外星人，她曾对他视如己出，将其抚养长大。玛丽女王告诉任天自己就是乔治的妻子玛丽亚，并即将魂归天国。随着玛丽女王的消失，从她的意识中产生的魔法之地也随之消失。
众人被传送回圣罗利山。原本挡住山顶入口的巨大岩石已被玛丽亚的意识清除。众人在山顶见到了乘坐于外星母舰中、已经长大的基格，基格对他们发起了攻击。在攻击之余，基格还向任天一家表达了对玛丽亚抚养他长大的感激之情。但他也解释说，乔治背叛了他们，从他们的人民那里窃取了重要信息。基格指责任天阻挠了他毁灭人类的计划，不过他向任天表示，如果任天愿意登上他的母舰，就会放过他一人，但任天拒绝了。众人随后唱起玛丽亚的摇篮曲，而基格想要用攻击让他们闭嘴。众人坚持唱完了歌曲，使得基格情不自禁地回忆起玛丽亚的母爱。基格发誓他还会回来，随后驾驶母舰飞走。最后，伴随着在身后滚动的字幕，众人转身面向玩家。

## 发行
美国任天堂翻译并制作了英文版，并以“EarthBound”命名。尽管游戏的本土化和翻译工作在日本发售后一年内就已完成，并且游戏已经预订与1991年秋季在北美发售，但最终游戏还是在游戏已经广泛宣传并批量印刷卡带后取消了发售。任天堂职员Phil Sandhop解释地球冒险最终取消的原因是超任游戏机在同一时间发售，因此任天堂认为消费者不会在有新游戏机发售之际去购买上一代游戏。由于在北美取消了发售，已经铺货完成的包含详尽说明书、插图以及周边的漫画书、拼图玩具等均没能摆上货架。
《地球冒險》后来于日本在Game Boy Advance掌机发售了《地球冒險1+2》合集，其中1代加入了B键加速等新要素。由于合集版的新特性，初代的英文化再次成为讨论焦点。其中比较有说服力的一点是，这款合集游戏是由美国的NCL游戏公司代工制作的移植版。因此初代的英文版能够再次获得发售机会成为了一时的热门话题。但遗憾的是，日本任天堂方面在考量了市场规模后依然没有发售这款合集的北美版本。
但事实上，未能发售的北美版《地球冒險》初代（即未获上市的《EarthBound》）卡带已流入收藏市场，并且将卡带重新编码为电脑可以读取的游戏机模拟器ROM，并被共享到了互联网上。但由于任天堂后来将《地球冒險2》美版名命名为“EarthBound”，为了避免和真正的《EarthBound》（《地球冒險2》）混淆，初代的美版ROM的标题被修改为“EarthBound Zero”（地球冒险 零）。曾经有人怀疑这个游戏ROM并非北美任天堂制作的英文版，而是民间翻译的英文版并讹称为官方英文版的流出ROM。但是后来美国任天堂的Phil Sandhop声明他就是当初翻译《地球冒险》初代英文版的翻译者，并且证实网络流传的《地球冒险 零》的ROM正是他当初制作的版本。
2015年，本作在全球范围登陆Wii U Virtual Console。由此，官方英文版《地球冒险》最终以“ EarthBound Beginnings”为名义正式发行。

## 備註
1. ↑  日语：，英文本地化版译作
2. ↑  日语：，英文本地化版译作
3. ↑  日语：，英文本地化版译作，因此又译作「糸井山」